# Penciclovir
Penciclovir ist ein Analogon der Nukleinbase Guanin. Es wird als Virostatikum gegen Herpes-simplex-Viren eingesetzt.

## Anwendung
Penciclovir ist in Deutschland zur topischen (äußerlichen) Anwendung bei Herpes labialis zugelassen und hemmt ebenso wie Aciclovir die DNA-Synthese in den virusinfizierten Zellen. Anders als bei dem seit ca. 1977 bekannten Aciclovir hält Novartis das Patent an diesem Wirkstoff. Kostengünstige Generika existieren noch nicht. Penciclovir, Aciclovir und Ganciclovir weisen als Derivate der Nukleinbase Guanin eine sehr ähnliche Struktur und Wirksamkeit auf (Analoga). Wie Aciclovir ist Penciclovir sowohl bei Anwendung in der Frühphase als auch in der Bläschenphase wirksam und verkürzt den Heilungsprozess bis zu 30 % gegenüber der Anwendung eines Placebos.

## Handelsnamen
Monopräparate
Famvir (A), FeniVir (A, CH), Fenistil Pencivir (D). Neu seit 2014 Pencivir (D).